# 福島県道375号松川浦港線

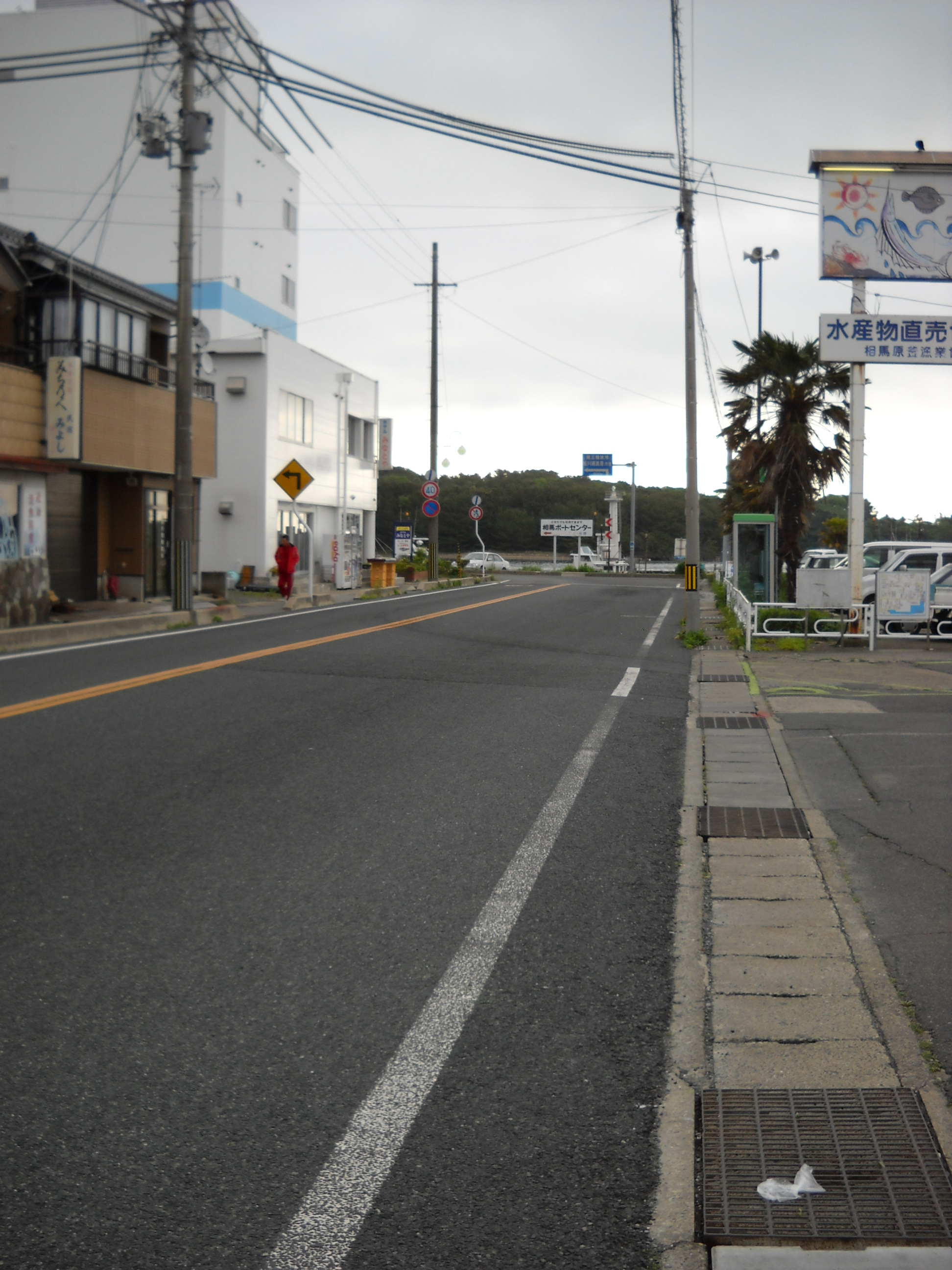
終点の様子

福島県道375号松川浦港線（ふくしまけんどう375ごう まつかわうらこうせん）は、福島県相馬市を通る一般県道である。

## 概要

### 路線データ
- 起点 : 相馬市尾浜字追川
- 終点 : 相馬市尾浜字牛鼻毛
- 主な経由地 : 相馬市
- 総延長 : 375 m
  - 実延長：総延長に同じ[1]

## 沿革
- 1983年（昭和58年）1月11日 - 福島県によって県道路線に認定される[2]。

## 地理

### 通過する自治体
- 福島県
  - 相馬市

### 交差する道路
- 福島県道・宮城県道38号相馬亘理線（相馬市尾浜字牛鼻毛 終点）

### 沿線
- 松川浦
  - 松川浦漁港